# KrOs I–IV

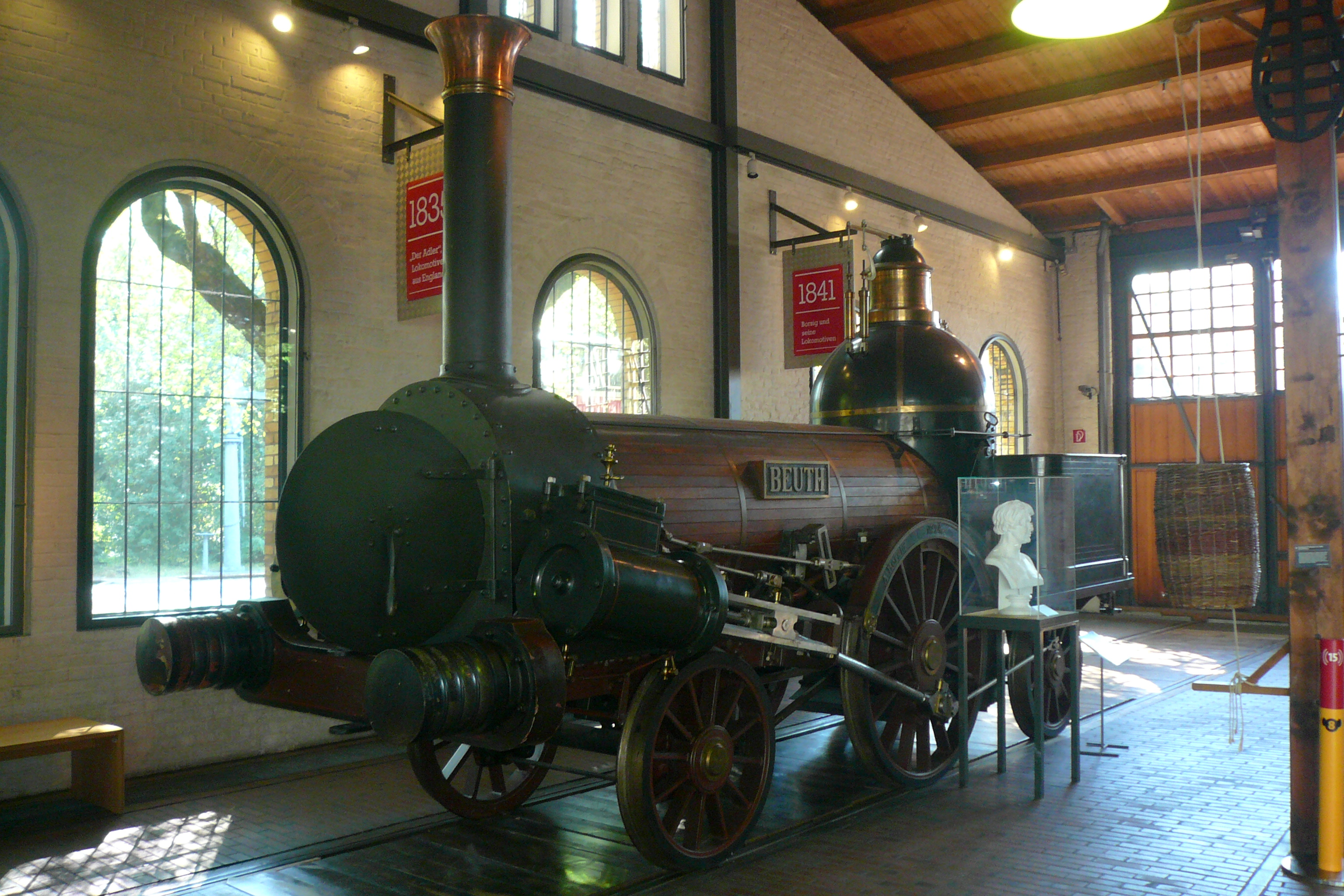
Паротяг Borsig. 1841-1858

KrOs I–IV паротяги були збудовані для австро-угорської залізниці Краків-Верхня Сілезія. KrOs I–IV можна вважати одним з перших паротягів на теренах сучасної України.

## Історія
Чотири паротяги збудувала 1847 берлінська фабрика Borsig, яка з 1841 виготовила 67 паротягів даного типу. Через три роки залізниця стала Ц.к. Східною державною залізницею (нім. k.k. Östlichen Staatsbahn (ÖStB)), де паротяги отримали назви KRAKÓW, OSWIĘCIM, LEMBERG, TARNÓW. Вже 1858 залізницю реприватизували і ділянки залізниці увійшли до нових залізниць - Північної імені імператора Фердинанда (KFNB) і Галицької імені Карла Людвіга (CLB), на яку передали весь рухомий склад. Паротяги KRAKÓW, LEMBERG списали на 1864, а два інші отримали номери 1 і 2 (1868). Їх використовували до 1873 року.

### Технічні дані паротяга KrOs I–IV
|                            |                         |
| Розміри                    | Параметри               |
| Роки випуску               | 1847                    |
| Країна-виробник            | Австро-Угорська імперія |
| Завод-виробник             | Borsig, Берлін          |
| Ширина колії               | 1435 mm                 |
| Тип                        | 1A1 n2                  |
| Кількість циліндрів        | 2                       |
| Діаметр циліндрів          | 334 мм                  |
| Хід поршня                 | 612 мм                  |
| Діаметр рухомих коліс      | 1554 мм                 |
| Загальна колісна база      | 3826 мм                 |
| Тиск пари                  | 4,9 атм.                |
| Випаровуюча поверхня котла | 57,0 м²                 |
| Довжина труб котла         | 3042 мм                 |